# Лозова (Чугуївський район)
Лозова — село (до 2011 — селище) в Україні, у Вовчанській міській громаді Чугуївського району Харківської області. Населення становить 325 осіб.

## Географія
Село Лозова розташоване на початку балки Толколкін Яр, якою тече один з витоків річки Хотімля, на відстані 3 км розташовані села Новоолександрівка та Приколотне. Через село проходить залізниця, пасажирський залізничний зупинний пункт Платформа 79 км.

## Історія
Село засноване 1919 року. 
У тому ж році утворена Новоолександрівська сільська рада.
12 червня 2020 року Новоолександрівська сільська рада, якій підпорядковувалося село, об'єднана з Вовчанською міською громадою.
19 липня 2020 року, в результаті адміністративно-територіальної реформи та ліквідації Вовчанського району, село увійшло до складу Чугуївського району.